# Hymenophyllum brachyglossum
Hymenophyllum brachyglossum är en hinnbräkenväxtart som beskrevs av Addison Brown och Kze. Hymenophyllum brachyglossum ingår i släktet Hymenophyllum och familjen Hymenophyllaceae. Inga underarter finns listade.